# 化療腦
化療腦，在學界又稱化療後認知異常（Post-chemotherapy cognitive impairment，簡稱PCCI）或化療相關認知異常（Chemotherapy-Related Cognitive Impairments，簡稱CRCIs）等，所指的是因為化療引發的認知功能異常。大約20%-30%接受化療的人，會經歷某種程度的化療腦。這現象最初受到關注，是因為有許多乳癌存活者抱怨說他們出現了記憶、說話流暢和其他認知功能方面的變化，而這些變化使得他們在化療後的能力受到負面的影響。
盡管化療腦的存在性與肇因受到爭辯，近期的研究已確認說化療腦在一些病患身上是真實存在且可量度的化療副作用。盡管任何的癌症病患在進行化療時，都有可能暫時出現認知功能異常，出現化療腦的患者，在化療結束後的很長一段時間，依舊會出現這方面的症狀。化療腦常見於接受乳癌、卵巢癌、前列腺癌及其他生殖系統癌症治療的病患當中，也出現於其他一些需要以化學治療積極處置的癌症病患之上。
在臨床上，由於曾接受過大劑量化療藥物治療，或曾以化療作為其他療法補助治療的癌症長期存活者的增加，化療腦是個重要的現象。在一些病患身上，對化療腦的擔心會影響治療的決定。化療腦導致的認知變化程度，及其對日常活動的影響，依舊是不確定的。

## 症狀
受到化療藥物影響最大的系統包括了視覺記憶、語意記憶、注意力和運動協調等。這些變化會對化療患者在對療程的理解與抉擇以及學校與工作的表現等產生負面的影響，並且會降低生活品質。存活者常常回報說他們在多工作業、理解剛剛閱讀的文章、跟上一段對話以及找字等方面出現困難。
比起接受手術治療的乳癌患者，接受化療的患者可能會察覺說他們在執行任務方面較為困難。一項在治療一年後的研究顯示，接受化療的乳癌存活者，大腦出現萎縮，而只接受手術治療的那些，大腦則沒有出現萎縮。
化療腦對於癌症存活者而言是個驚訝的現象。很多癌症存活者認為，在癌症消失後，他們就能重回日常生活，但他們發現，療程結束後的化療後認知異常，阻礙了他們的努力，對於出現異常的大腦而言，工作、與親友連結情感，或者做日常瑣事等等，都變得非常吃力。盡管化療後認知異常似乎是暫時的，有時這會變成長期的，在一些狀況下，這種異常可持續十年以上的時間。

## 可能的機制
對於化療腦的成因與界限等的細節，學界尚不太清楚。目前有兩個有較多發展的理論，分別是「化療藥物對大腦產生直接影響」論，及「賀爾蒙在神經系統健康中扮演的角色」論。
化療腦是個複雜的現象，而化療藥物之外的一些其他因素，可能也影響了認知功能。更年期、麻醉手術過程的生物性影響、化療藥物之外的處方藥物、遺傳體質、荷爾蒙療法、心理狀態（包括焦慮、憂鬱和疲勞等）、合併症和腫瘤伴隨症候群等都有可能有影響，且有可能會是化療腦經驗研究的干擾因素（confounding factor）。沙利度胺、易莎平（ixabepilone）等伊波希隆（epothilone）類藥物、長春新鹼（安可平）和硫酸長春鹼等長春花生物鹼類藥物、紫杉醇和歐洲紫杉醇等紫杉烷類藥物、萬科等蛋白酶體抑制劑藥物，以及順鉑、奥沙利铂和卡铂之類的鉑類藥物等化療藥物，經常導致化療導致的周邊神經病變（chemotherapy-induced peripheral neuropathy）、進行且持續的刺痛或麻木、強烈的疼痛，以及對冷的過度敏感，這些狀況通常從手和腳開始，有時會延伸到手臂與腿部之上。
在多數狀況下是沒有減少紫杉烷類藥物、沙利度胺和鉑類藥物（奥沙利铂是其中的例外，雖然奥沙利铂會引發化療腦，其作用可藉由注入鈣來緩衝）這些化療藥物的影響的，且這些藥物可能會藉由影響神經自我修復的能力、細胞排出物質的能力、對血腦屏障滲透力的改變、對DNA的損害（其中包括了縮短端粒和對細胞造成氧化壓力等）等導致化療腦。
賀爾蒙，尤其雌激素，對認知功能的重要性，已由接受化療前的乳癌患者出現的認知功能異常、化療腦的認知異常與停經症狀間的相似性、化療腦在停經前婦女身上較高的發生率，及化療腦症狀常可藉由服用雌激素逆轉的事實等等所展現。
其他的理論認為循環系統的損傷、發炎、自體免疫、貧血及及帶有ε4變體的上脂蛋白E基因（apolipoprotein E，簡稱ApoE）等，都與化療腦有關。
在132種受到美国食品药品监督管理局（FDA）批准的化療藥物中，有56種被認為會造成氧化壓力。由於其生成活性氧类的能力，阿黴素（多柔比星）被認為是化療腦可能的肇因之一。已有人以小鼠為模式生物，對此展開調查。
神經前驅細胞特別容易受到化療藥物的細胞毒性影響。已有研究指出，1μM的5-氟尿嘧啶這種化療藥物，會減少神經前驅細胞55-70%的存活率，而1μM的5-氟尿嘧啶，對癌細胞沒有影響。卡莫司汀（Carmustine，或作BCNU）、順鉑和阿糖胞苷等其他的一些化療藥物，在活體和試管實驗中，也皆顯示出對前驅細胞的毒性。這是一個問題，因為神經前驅細胞是腦中主要從事分裂的細胞，這些細胞最終會發育成神經元和神經膠質細胞。
有鑑於海馬體在記憶中扮演的關鍵角色，這組織在許多與化療腦相關的研究中成為焦點。海馬體是大腦中，少數會生成新的神經元的組織，而這些新生成的神經元，對於學習與記憶非常重要，且這些神經元需要脑源性神经营养因子才能生成。5-氟尿嘧啶這種常用的化療藥物，已經被發現會相當程度地減少大鼠海馬體當中的脑源性神经营养因子。氨甲蝶呤這種廣泛用於乳癌治療的藥物，也已被發現在大鼠中，會減少海馬體細胞增殖，而這減少是長期且與劑量相關的。這些證據顯示，化療藥物在海馬體當中的細胞毒性，可能多少與一些病人的記憶衰退有關。
視覺空間能力、手眼協調和視覺記憶等的缺陷，也可見於受過化療的病人出現的症狀當中。有證據顯示，這可能是視覺系統的損傷，而非認知缺陷造成的。在一項研究中，5-氟尿嘧啶在25-38%使用這項藥物的病人中引起眼毒性。氨甲蝶呤也在使用此藥物的初始療程後的二到七天，在大約25%的病人身上引起眼毒性。這項證據顯示說，一些癌症存活者所經歷的視覺相關的認知缺陷，有可能是因視覺系統的損傷，而非認知問題導致；不過最有可能的狀況是這些症狀是因兩種系統都受到藥物損害所致。

## 治療
猜想性的療法有抗氧化剂、认知行为疗法、紅血球生成素，以及像是哌甲酯等的興奮劑等；然而因為化療腦的機制依舊不是非常清楚之故，這些潛在的療法都是一樣理論性的。
用於發作性嗜睡病的莫达非尼，已試驗性地標示外使用於出現化療腦症狀的人身上。莫达非尼是種可增加清醒度的藥物，這種藥物可以增加警覺和專注，且研究顯示，這種藥物至少在接受乳癌治療的女性身上有效。
盡管補充雌激素可能可以逆轉接受乳癌治療的女性的化療腦的症狀，這種激素本身有健康風險，其中包括了導致雌激素反應乳癌細胞（estrogen-responsive breast cancer cells）擴散的可能性。

## 研究
對化療腦的研究是有限的，且對化療腦的研究常有彼此衝突的結果，這有部分是因為不同方法對這種現象的評斷和定義的不同所導致的，而這使得比較和綜合研究成果變得困難；多數的研究僅有小量的樣本，這使得將研究成果一般化變得困難；此外，對化療腦的研究，聚焦於較年輕的癌症病患，這使得化療腦對老年人的影響難以定論。
近來的一些研究，使用了神经成像的技巧進行。在2005年，稲垣正俊使用核磁共振成像（MRI）測量未接受化療和接受過化療的乳癌患者的大腦體積，在其中，受試者分兩次接受測試，第一次在手術後一年，第二次在手術後三年。對手術後一年的受測者的研究結果顯示，受過化療的患者，其大腦的灰質和白質都有縮小的跡象；然而，對手術後三年的受測者的研究結果顯示，不論是否接受過化療，兩組癌症存活者大腦的灰質與白質體積都彼此相似。在接受過化療的患者當中出現的大腦結構改變，可能可以解釋認知異常的現象。
另一個在2007年展開的研究，調查了成年同卵雙胞胎女性大腦的差異。受調查的同卵雙胞胎中，其中一人曾因乳癌接受化療，另一人則沒有癌症病未曾接受化療。核磁共振成像在這對雙胞胎進行工作記憶測試時進行。結果顯示雙胞胎中曾因乳癌受化療的那位，比起她未曾受過化療的姊妹，在腦中動用了更多的腦區；而曾因乳癌受化療的那位，也回報說她比起未曾受過化療的姊妹，在技藝活動方面，有更多的困難。這研究的作者群宣稱說，盡管他們在神經心理功能評估的表現，位於正常範圍之內，化療病患會抱怨他們認知行為上的狀況。核磁共振成像可以提供這現象的證據。比起其他人，受過化療的病患會需要更多神經迴路以完成神經心理功能評估提供的任務。
正电子发射计算机断层扫描（PET）也用於化療腦的研究當中。在一項2007年的研究當中，受過輔助性化療的病人接受正子斷層掃描。掃描結果顯示，他們腦中的血流量，出現了顯著的變化，其中最顯著的變化，出現在大腦額葉皮質區和小腦當中；而血流量最顯著的變化，出現於額葉額下回當中。作者指出，這區域的靜止代謝與短期記憶任務的表現有關。
盡管治療後研究指出化療對認知功能顯著的負面副作用，其他的一些研究指出，一些和易感性相關的基底因素，對於認知異常的發展，可能有影響，這些因素包括了停經狀態、手術和麻醉、壓力、基因、疲勞和一些其他可能的因素。

## 預後
盡管令人挫折，但其預後通常都很好，一般而言，化療腦症狀在大約四年後就會消失。

## 發生率
化療腦影響部分的癌症存活者，然而對其整體流行病學知識和盛行率，依舊沒有好的了解，且化療腦可能與許多因素相關。
一般而言，化療腦影響大約10%到40%的乳癌患者，在未停經的女性，及接受高劑量化療的病患間，有較高的盛行率。

## 歷史
化療腦的症狀，在1980年代為研究者所認識，他們通常以「成功化療後的輕微認知異常」（mild cognitive impairment subsequent to successful cancer treatment）來形容其症狀。一些作者說，這現象主要為乳癌生存者及其支援團體所認識，他們認為這現象影響了部分受化療的人士，並認為這是用以治療癌症的藥物所帶來的影響。
在英語中，「化療腦」（Chemobrain）一詞，至少早在1997年時，就已出現於出版品當中。

## 腳註
1. ↑  Tannock IF, Ahles TA, Ganz PA, Van Dam FS. . J. Clin. Oncol. 2004, 22 (11): 2233–9. PMID 15169812. doi:10.1200/JCO.2004.08.094.[永久]
2. ↑  Hede K. . J. Natl. Cancer Inst. 2008, 100 (3): 162–3, 169. PMID 18230787. doi:10.1093/jnci/djn007.
3. 1 2 3 4 5 6 7  Matsuda T, Takayama T, Tashiro M, Nakamura Y, Ohashi Y, Shimozuma K. . Breast Cancer. 2005, 12 (4): 279–87. PMID 16286908. doi:10.2325/jbcs.12.279. （原始内容存档于2009-06-12）.
4. ↑  Ness KK, Gurney JG. . Annu Rev Public Health. 2007, 28: 278–302  [2018-11-13]. PMID 17367288. doi:10.1146/annurev.publhealth.28.021406.144049. （原始内容存档于2021-06-28）.
5. ↑  Baudino B,  et al. . Q J Nucl Med Mol Imaging. December 2012, 56 (6): 559–568  [2018-11-13]. PMID 23172518. （原始内容存档于2014-12-08）.
6. 1 2  Taillibert S, Voillery D, Bernard-Marty C. . Curr Opin Oncol. November 2007, 19 (6): 623–7  [2018-11-13]. PMID 17906463. doi:10.1097/CCO.0b013e3282f0e224. （原始内容存档于2012-02-09）.
7. 1 2 3 4 5 6  Hurria A, Somlo G, Ahles T. . Cancer Invest. September 2007, 25 (6): 373–7. PMID 17882646. doi:10.1080/07357900701506672.
8. 1 2 3 4  Nelson CJ, Nandy N, Roth AJ. . Palliat Support Care. September 2007, 5 (3): 273–80. PMID 17969831.
9. ↑  Book: "Your Brain After Chemo: A Practical Guide to Lifting the Fog and Gepeople Back Your Focus" by Dan Silverman, MD, PhD and Idelle Davidson (Da Capo Lifelong Books, 2009).  （页面存档备份，存于）
10. ↑  Inagaki M, Yoshikawa E, Matsuoka Y,  et al. . Cancer. 2007, 109 (1): 146–56. PMID 17131349. doi:10.1002/cncr.22368.
11. ↑  Silverman DH, Dy CJ, Castellon SA,  et al. . Breast Cancer Res. Treat. 2007, 103 (3): 303–11. PMID 17009108. doi:10.1007/s10549-006-9380-z.
12. ↑  del Pino BM.  Chemotherapy-induced Peripheral Neuropathy. NCI Cancer Bulletin. Feb 23, 2010 [archived 2011-12-11; cited 2018-11-13];7(4):6.
13. ↑  Grisold W, Oberndorfer S, Windebank AJ.  Chemotherapy and polyneuropathies. European Association of Neurooncology Magazine. 2012 [archived 2014-10-06; cited 2018-11-13];12(1).
14. ↑  .   [2018-11-13]. （原始内容存档于2016-10-09）.
15. 1 2  Kannarkat G, Lasher EE, Schiff D. . Curr. Opin. Neurol. December 2007, 20 (6): 719–25  [2008-04-24]. PMID 17992096. doi:10.1097/WCO.0b013e3282f1a06e. （原始内容存档于2012-02-09）.
16. ↑  Myers, J. S., Pierce, J., & Pazdernik, T. 2008. "Neurotoxicology of chemotherapy in relation to cyotkine release, the blood brain barrier, and cognitive impairment." "Oncology Nursing Forum", 35 (6): 916-920.
17. 1 2  Joshi G, Hardas S, Sultana R, St Clair DK, Vore M, Butterfield DA. . J. Neurosci. Res. February 2007, 85 (3): 497–503. PMID 17171703. doi:10.1002/jnr.21158.
18. ↑  Tangpong J, Cole MP, Sultana R,  et al. . J. Neurochem. January 2007, 100 (1): 191–201. PMID 17227439. doi:10.1111/j.1471-4159.2006.04179.x.
19. ↑  Han, R., Dietrich, J., Luebke, A., et al. 2008. "Systematic 5-flouracil treatment causes a syndrome of delayed myelin destruction in the central nervous system." "Journal of Biology", 7 (4): 12.
20. ↑  Dietrich, J., Ruolan, H., Yang, Y., Margot, M. P., Noble, M. 2006. "CNS progenitor cells and oligodendrocytes are targets of chemotherapeutic agents in vitro and in vivo." "Journal of Biology", 5 (7): 22.
21. ↑  Mustafa, S., Walker, A., Bennett, G., & Wigmore, P. M. (2008). "5-flouracil chemotherapy affects spatial working memory and newborn neurons in the adult rat hippocampus." "The European Journal of Neuroscience", 28 (2): 323-330.
22. ↑  Seigers, R., Schagen, S. B., Beerling, W., Boogerd, W., et al. 2008. "Long-lasting suppression of hippocampal cell proliferation and impaired cognitive performance by methotrexate in the rat." "Behavioural Brain Research", 186 (2): 168-175.
23. ↑  Raffa, R. B. & Tallarida. 2010. "Effects on the visual system might contribute to some of the cognitive deficits of cancer chemotherapy-induced ‘chemo-fog’." "Journal of Clinical Pharmacy and Therapeutics", 35 (3): 249-255.
24. ↑  Khaw P. T., Sherwood M. B., MacKay S. L., Rossi M. J. & Schultz G. 1992. "Five-minute treatments with fluorouracil, floxuridine, and mitomycin have long-term effects on human Tenon’s capsule fibroblasts." "Archives of Ophthalmology, 110: 1150-115.
25. ↑  Al-Tweigeri T, Nabholtz J. M., & Mackey J. R. 1996. "Ocular toxicity and cancer chemotherapy." "Cancer", 78: 1359-1373.
26. ↑  Doctors are finding it harder to deny "Chemobrain" （页面存档备份，存于） The Virginian-Pilot October 2, 2007
27. ↑  Modafinil Relieves Cognitive Chemotherapy Side Effects  Psychiatric News, Stephanie Whyche, August 3, 2007 Volume 42 Number 15, page 31
28. ↑  Inagaki, M., Yoshikawa, E., Matsuoka, Y., Sugawara, Y., et al. (2006). Smaller Regional Volumes of Brain Gray and White Matter Demonstrated in Breast Cancer Survivors Exposed to Adjuvant Chemotherapy. Cancer, 109 (1): 146-156.
29. ↑  Ferguson, R. J., McDonald, B. C., Saykin, A. J. & Ahles, T. A. (2007). Brain structure and function differences in monozygotic twins: possible effects of breast cancer chemotherapy. Journal of Clinical Oncology, 25: 3866-3870.
30. ↑  Silverman, D. H., Dy C. J., Castellon, S. A. (2007). Altered frontocortical cerebellar, and basal ganglia activity in adjuvant treated breast cancer survivors 5-10 years after chemotherapy. Breast Cancer Research and Treatment, 103 (3), 303-311.
31. ↑  Cimprich B., Reuter-Lorenz P, Nelson J, Clark PM, Therrien B, Normolle D, Berman M, Hayes DF, Noll DC, Peltier S, Welsh RC. (2009). Pre-chemotherapy alterations in brain function in women with breast cancer. Journal of Clinical and Experimental Neuropsychology. 29, 1-8.
32. ↑  Scherling C, Collins B, Mackenzie J, Bielajew C, Smith A. (2011) Pre-chemotherapy differences in visuospatial working memory in breast cancer patients compared to controls: an FMRI study. Front Hum Neurosci. 2011 Nov 1;5:122. doi: 10.3389/fnhum.2011.00122.
33. ↑  Scherling C, Collins B, Mackenzie J, Bielajew C, Smith A. (2012)Prechemotherapy differences in response inhibition in breast cancer patients compared to controls: a functional magnetic resonance imaging study. J Clin Exp Neuropsychol., 34(5),543-60. doi: 10.1080/13803395.2012.666227
34. ↑  Scherling C, Collins B, Mackenzie J, Lepage C., Bielajew C, Smith A. (2012) Structural Brain Differences in Breast Cancer Patients Compared to Matched Controls Prior to Chemotherapy International Journal of Biology, 4(2). doi: 10.5539/ijb.v4n2p3

## 外部連結
- . American Cancer Society. April 15, 2014  [November 27, 2015]. （原始内容存档于2016-12-04）.
- Mayo Clinic Staff. . Mayo Clinic. February 2, 2013  [November 27, 2015]. （原始内容存档于2016-01-06）.
- Brody, Jane. . Personal Health (column). The New York Times. August 3, 2009: D7  [November 27, 2015]. （原始内容存档于2021-02-11）.
- 癌症化學治療與認知功能異常 （页面存档备份，存于）
- 化療腦、化療肝，是化放療必要之惡 （页面存档备份，存于）